# Jaws of Death
Albums de Primal Fear
Primal Fear
(1998) Nuclear Fire
(2001)
Jaws of Death est le deuxième album studio du groupe de heavy metal allemand Primal Fear. Il est sorti en 1999.

## Liste des chansons de l'album
1. Jaws of Death - 0:22
2. Final Embrace - 5:08
3. Save a Prayer - 3:37
4. Church of Blood - 5:14
5. Into the Future - 4:06
6. Under Your Spell - 5:36
7. Play to Kill - 4:01
8. Nation in Fear - 5:25
9. When the Night Comes - 5:15
10. Fight to Survive - 6:00
11. Hatred in My Soul - 4:55

## Composition du groupe
- Ralf Scheepers : chant
- Mat Sinner : chant et basse
- Stefan Leibing : guitare
- Tom Naumann : guitare
- Klaus Sperling : batterie